# Linea (esogeologia)
Linea (plurale: lineae) è un termine latino che significa linea. 
È comunemente utilizzato in esogeologia per indicare formazioni geologiche più scure o più chiare rispetto alla superficie circostante, dalla forma allungata (non necessariamente rettilinea), presenti sulla superficie di altri pianeti o corpi celesti. 
Strutture di questo tipo sono presenti, secondo la nomenclatura ufficiale adottata dall'Unione Astronomica Internazionale, sul pianeta Venere, sul pianeta nano Plutone, sul satellite gioviano Europa e sul satellite saturniano Rea. Inizialmente utilizzate anche per alcune strutture di Dione, queste sono state successivamente riconosciute di diversa natura e quindi ridenominate.